# Adicella maura
Adicella maura là một loài Trichoptera trong họ Leptoceridae. Chúng phân bố ở miền Cổ bắc.